# Дебре Дамо
Дебре Дамо (енгл. Debre Damo) је име камене литице спљоштеног врха и утврђеног манастира из 6. века у северној Етиопији. По етиопској легенди манастир је основао сиријски монах Абуна Арегави.
Манастир се налази у региону Тиграј, у околини града Аксума. До манастира се може доћи само с једне стране уском стрмом стазом, а последњих 15 метара до врха треба се успети ужетом уз помоћ монаха. Приступ манастиру допуштен је једино мушким посетиоцима.